# The One Hundredth
"The One Hundredth" (også kendt som "The One With The Triplets") er den tredje episode af tv-serien 'Venners femte sæson og den 100. episode samlet set. Den var først blev sendt på NBC netværk i USA den 8. oktober 1998.
Gruppen ankommer til hospitalet efter Phoebe (Lisa Kudrow) har fået veer, og skal til at føde. I mellemtiden forsøger Rachel (Jennifer Aniston), at få Monica (Courteney Cox), og sig selv sat op med to mandlige sygeplejersker, hvilket skaber problemer mellem Monica og Chandler (Matthew Perry), som har en affære.

## Handling
Phoebe, Rachel, Joey og Ross ankommer til hospitalet, hvor Phoebe fortæller sygeplejersken ved skrivebordet, at hun er i gang med at føde. I Phoebes hospitalværelse, ankommer Ross og Rachel med dårlige nyheder: hendes læge faldt og slog hovedet i bruseren, hvilket betyder at hun ikke kan være med til fødslen. Den nye læge, Dr. Harad forsikrer Phoebe om, at hun er i gode hænder, indtil han spontant erklærer sin beundring for Fonzie, fra Happy Days flere gange. Phoebe kræver, at Ross finder hende en anden læge, men da den nye læge er for ung til hendes smag, returnere Dr. Harad. 
Phoebe beder Rachel om at tale med sin bror Frank, og overbevise ham om at lade hende beholde én af trillingerne. På fødestuen føder Phoebe to piger og en dreng. Rachel bringer nyheden til Phoebe, om at hun ikke kan beholde en af babyerne. Hun beder hendes venner om at forlade hende, for at få et øjeblik alene med trillingerne.

Rachel fortæller Monica, at hun har formået at finde to mandlige sygeplejersker, der er villige til at gå ud på en date med dem. Monica afslår tilbuddet i første omgang, for ikke at skade hendes hemmelige forhold til Chandler, men da han antager, at hun er villig til at gå ud med sygeplejersken Dan, beslutter  Monica sig for at date ham alligevel. Chandler spørger derfor en kvindelig sygeplejerske til at gå ud på en date med ham, men hun afslår. Efter Phoebe har født, spøger Chandler Monica, om hun virkelig vil på en date med Dan. Hun svarer ham, at eftersom de begge "roder rundt", og hvorfor ikke "rode rundt" med Dan også. Chandler spørger, om Monica havde tjekket ordet i ordbogen, og bemærker at den tekniske definition er "to venner, der plejer en masse om hinanden, og har fantastisk sex, og bare ønsker at tilbringe mere tid sammen". Monica, slået af Chandler ord, kysser ham og går for at afblæse sin date med Dan.
I mellemtiden fortæller en læge Joey , at han lider af nyresten, som sider tæt på hans blære. Han  giver  »liv« til en nyresten, samtidig med Phoebes fødsel.

## Produktion
Episoden blev instrueret af Kevin Bright og skrevet af David Crane & Marta Kauffman. Episoden finder sted på et hospital, hvilket betyder ingen af de sædvanlige filmsæt blev brugt, som således overraskende flere medlemmer af publikum.
Crane kommenterede at episode nummer 100 var en "stor milepæl" for serien, og for at markere den store begivenhed, ville Lisa Kudrows karakter Phoebe føder trillinger. Dette medførte en kulmination på rugemor-historien, som begyndte i fjerde sæson. Historien blev udviklet for at imødekomme Lisa Kudrow's egen graviditet. 